# Youbor
Youbor ist ein Dorf im Norden des Tschad in der Provinz Tibesti. Die nächstgelegenen Oasen sind Odouxi (3 km östlich) und Koumou (4,5 km westsüdwestlich). Alle drei Oasen liegen in Seitentälern des Enneri Zoumri, dem fruchtbarsten Teil des Tibesti.